# Adze
Adze ist ein vampirisches Geistwesen, welches in der Mythologie der Ewe, einer Volksgruppe Westafrikas (Ghana, Togo, Benin), seinen Ursprung hat. Adzen können sowohl in Form von Glühwürmchen auftreten als auch menschliche Gestalt annehmen.
Der Adze ist in der Lage, die Kontrolle über das Opfer zu übernehmen. Er saugt besonders Kindern das Blut aus, ist aber auch bekannt dafür, Kokosmilch oder Palmöl zu trinken, welches daher für die Jagd auf und den Schutz vor ihm verwendet wurde.